# Златни глобус за најбољег споредног глумца у играном филму
Златни глобус за најбољег споредног глумца у играном филму (енгл. Golden Globe Award for Best Supporting Actor – Motion Picture) филмска је награда која се додељује од 1944. године.

## Добитници и номиновани

### 1940-е
- 1944 — Аким Тамироф, За ким звоно звони
- 1945 — Бари Фицџералд, Going My Way
- 1946 — Џеј Керол Неш, A Medal for Benny
- 1947 — Клифтон Веб, The Razor's Edge
- 1948 — Едмунд Гвен, Miracle On 34th Street
- 1949 — Волтер Хјустон, Благо Сијера Мадре

### 1950-е
- 1950 — Џејмс Витмор, Battleground
- 1951 — Едмунд Гвен, Mister 880
- 1952 — Питер Јустинов, Quo Vadis
- 1953 — Милард Мичел, My Six Convicts
- 1954 — Френк Синатра, Одавде до вечности
- 1955 — Едмонд О’Брајен, Босонога контеса
- 1956 — Артур Кенеди, Trial
- 1957 — Ерл Холиман, The Rainmaker
- 1958 — Ред Батонс, Сајонара
- 1959 — Берл Ајвс, The Big Country

### 1960-е
- 1960 — Стивен Бојд,  Бен-Хур
- 1961 — Сал Минио, Exodus
  - Монтгомери Клифт, Нирнбершки процес
- 1962 — George Chakiris, Прича са западне стране
- 1963 — Омар Шариф, Лоренс од Арабије
- 1964 — Џон Хјустон, The Cardinal
- 1965 — Едмонд О’Брајен, Seven Days in May
- 1966 — Оскар Вернер, The Spy Who Came in from the Cold
- 1967 — Ричард Атенборо, The Sand Pebbles
  - Џорџ Сегал, Ко се боји Вирџиније Вулф?
  - Џорџ Кенеди, Хладноруки кажњеник
- 1968 — Ричард Атенборо, Doctor Dolittle
- 1969 — Данијел Маси, Star!

### 1970-е
- 1970 — Гиг Јанг, Коње убијају, зар не?
- 1971 — Џон Милс, Ryan's Daughter
- 1972 — Бен Џонсон, The Last Picture Show
- 1973 — Џоел Греј, Cabaret
- 1974 — Џон Хаусман, The Paper Chase
- 1975 — Фред Астер, Паклени торањ
- 1976 — Ричард Бенџамин, The Sunshine Boys
- 1977 — Лоренс Оливије, Маратонац
- 1978 — Питер Ферт, Equus
- 1979 — Џон Херт, Midnight Express

### 1980-е
- 1980 — Роберт Дувал, Апокалипса данас
  - Лоренс Оливије, Мала романса
- 1981 — Тимоти Хатон, Ordinary People
- 1982 — Џон Гилгуд, Arthur
- 1983 — Луј Госет млађи, Официр и џентлмен
- 1984 — Џек Николсон, Време нежности
- 1985 — Хејнг Нгор, The Killing Fields
- 1986 — Клаус Марија Брандауер, Моја Африка
- 1987 — Том Беренџер, Вод смрти
- 1988 — Шон Конери, Недодирљиви
- 1989 — Мартин Ландау, Tucker: The Man and His Dream

### 1990-е
- 1990 - Дензел Вошингтон,  Слава
- 1991 - Брус Дејвисон, Longtime Companion
- 1992 - Џек Паланс, City Slickers
- 1993 - Џин Хекман, Неопроштено
  - Крис О’Донел, Мирис жене
- 1994 - Томи Ли Џоунс, Бегунац
  - Леонардо Дикаприо, Шта изједа Гилберта Грејпа
- 1995 - Мартин Ландау, Ed Wood
- 1996 - Бред Пит, 12. мајмуна
  - Тим Рот, Роб Рој
- 1997 - Едвард Нортон, Исконски страх
  - Робин Вилијамс, Добри Вил Хантинг
- 1998 - Берт Рејнолдс, Ноћи бугија
  - Руперт Еверет, Венчање мог најбољег друга
- 1999 - Ед Харис, Труманов шоу

### 2000-е
- 2000 - Том Круз,  Магнолија као Френк
- 2001 - Бенисио дел Торо, Путеви дроге као Хавијер Родригез
- 2002 - Џим Бродбент, Ајрис као Џон Бејли
  - Џон Војт —  Али
  - Џуд Ло — Вештачка интелигенција
  - Стив Бусеми — Ghost World
  - Хејден Кристенсен — Life as a House
  - Бен Кингсли — Sexy Beast
- 2003 - Крис Купер, Адаптација као Џон Ларош
  - Џон К. Рајли —  Чикаго
  - Денис Квејд — Далеко од раја
  - Ед Харис — Сати
  - Пол Њумен — Road to Perdition
- 2004 - Тим Робинс,  Мистична река као Дејв Бојл
  - Алек Болдвин — The Cooler као Шели Каплоу
  - Алберт Фини — Big Fish као Едвард Блум
  - Вилијам Х. Мејси — Сибискит као Тик Ток Макглохлин
  - Peter Sarsgaard — Shattered Glass као Чарлс Лејн
  - Кен Ватанабе — Последњи самурај као Катсумото
- 2005 - Клајв Овен, Closer као Лари 
  - Дејвид Карадин — Kill Bill Vol. 2 као Бил
  - Томас Хејден Черч — Sideways као Џек
  - Џејми Фокс — Колатерал као Макс
  - Морган Фриман — Девојка од милион долара као Еди „Скреп Ајрон” Даприс
- 2006 - Џорџ Клуни, Syriana као Боб Барнс
  - Мет Дилон — Фатална несрећа као наредник Џек Рајан 
  - Вил Ферел — Продуценти као Франц Либкинд
  - Пол Џијамати — Бајка о боксеру као Џо Голд
  - Боб Хоскинс — Mrs. Henderson Presents као Вивијан Ван Дам
- 2007 - Еди Мерфи, Девојке из снова као Џејмс „Тандер” Ерли
  - Бен Афлек — Hollywoodland као Џорџ Ривс
  - Џек Николсон — Двострука игра као Френсис „Френк“ Кастело
  - Бред Пит —  Вавилон као Ричард Џоунс
  - Марк Волберг — Двострука игра као поручник Дигнам

| Година | Глумац             | Филм                                                                      | Извор |
| ------ | ------------------ | ------------------------------------------------------------------------- | ----- |
| 2008.  | Хавијер Бардем     | Нема земље за старце као Anton Chigurh                                    | [ 1 ] |
| 2008.  | Кејси Афлек        | The Assassination of Jesse James by the Coward Robert Ford as Robert Ford | [ 1 ] |
| 2008.  | Филип Симор Хофман | Charlie Wilson's War as Gust Avrakotos                                    | [ 1 ] |
| 2008.  | Џон Траволта       | Hairspray as Edna Turnblad                                                | [ 1 ] |
| 2008.  | Том Вилкинсон      | Michael Clayton as Arthur Edens                                           | [ 1 ] |
| 2009.  | Хит Леџер          | Мрачни витез као Џокер                                                    | [ 2 ] |
| 2009.  | Том Круз           | Тропска олуја као Лес Гросман                                             | [ 2 ] |
| 2009.  | Роберт Дауни млађи | Тропска олуја као Кирк Лазарус                                            | [ 2 ] |
| 2009.  | Рејф Фајнс         | Војвоткиња као Вилијам Кевендиш                                           | [ 2 ] |
| 2009.  | Филип Симор Хофман | Сумња као Брендан Флин                                                    | [ 2 ] |

### 2010-е
| Година | Глумац             | Филм                                  | Извор  |
| ------ | ------------------ | ------------------------------------- | ------ |
| 2010.  | Кристоф Валц       | Проклетници                           | [ 3 ]  |
| 2010.  | Мет Дејмон         | Непобедиви                            | [ 3 ]  |
| 2010.  | Вуди Харелсон      | Гласник                               | [ 3 ]  |
| 2010.  | Кристофер Пламер   | Последња станица                      | [ 3 ]  |
| 2010.  | Стенли Тучи        | Дивне кости                           | [ 3 ]  |
| 2011.  | Кристијан Бејл     | Боксер                                | [ 4 ]  |
| 2011.  | Мајкл Даглас       | Вол стрит: Новац никад не спава       | [ 4 ]  |
| 2011.  | Ендру Гарфилд      | Друштвена мрежа                       | [ 4 ]  |
| 2011.  | Џереми Ренер       | Град лопова                           | [ 4 ]  |
| 2011.  | Џефри Раш          | Краљев говор                          | [ 4 ]  |
| 2012.  | Кристофер Пламер   | Почетници                             | [ 5 ]  |
| 2012.  | Кенет Брана        | Моја недеља са Мерилин                | [ 5 ]  |
| 2012.  | Алберт Брукс       | Возач                                 | [ 5 ]  |
| 2012.  | Џона Хил           | Формула успеха                        | [ 5 ]  |
| 2012.  | Виго Мортенсен     | Опасан метод                          | [ 5 ]  |
| 2013.  | Кристоф Валц       | Ђангова освета                        | [ 6 ]  |
| 2013.  | Алан Аркин         | Арго                                  | [ 6 ]  |
| 2013.  | Леонардо Дикаприо  | Ђангова освета                        | [ 6 ]  |
| 2013.  | Филип Симор Хофман | Мастер                                | [ 6 ]  |
| 2013.  | Томи Ли Џоунс      | Линколн                               | [ 6 ]  |
| 2014.  | Џаред Лето         | Пословни клуб Далас                   | [ 7 ]  |
| 2014.  | Баркад Абди        | Капетан Филипс                        | [ 7 ]  |
| 2014.  | Данијел Брил       | Трка живота                           | [ 7 ]  |
| 2014.  | Бредли Купер       | Америчка превара                      | [ 7 ]  |
| 2014.  | Мајкл Фасбендер    | Дванаест година ропства               | [ 7 ]  |
| 2015.  | Силвестер Сталоне  | Крид: Рађање легенде                  | [ 8 ]  |
| 2015.  | Пол Дејно          | Љубав и милост                        | [ 8 ]  |
| 2015.  | Идрис Елба         | Звери без држављанства                | [ 8 ]  |
| 2015.  | Марк Рајланс       | Мост шпијуна                          | [ 8 ]  |
| 2015.  | Мајкл Шенон        | 99 домова                             | [ 8 ]  |
| 2016.  | Арон Тејлор-Џонсон | Ноћне звери                           | [ 9 ]  |
| 2016.  | Махершала Али      | Месечина                              | [ 9 ]  |
| 2016.  | Џеф Бриџиз         | По цену живота                        | [ 9 ]  |
| 2016.  | Сајмон Хелберг     | Неславно славна Флоренс               | [ 9 ]  |
| 2016.  | Дев Пател          | Лав                                   | [ 9 ]  |
| 2017.  | Сем Роквел         | Три билборда испред Ебинга у Мисурију | [ 10 ] |
| 2017.  | Вилем Дафо         | Пројекат Флорида                      | [ 10 ] |
| 2017.  | Арми Хамер         | Скривена љубав                        | [ 10 ] |
| 2017.  | Ричард Џенкинс     | Облик воде                            | [ 10 ] |
| 2017.  | Кристофер Пламер   | Цена живота                           | [ 10 ] |
| 2018.  | Махершала Али      | Зелена књига                          | [ 11 ] |
| 2018.  | Тимоти Шаламе      | Прелепи дечак                         | [ 11 ] |
| 2018.  | Адам Драјвер       | Црни члан КККлана                     | [ 11 ] |
| 2018.  | Ричард Е. Грант    | Можете ли ми икада опростити?         | [ 11 ] |
| 2018.  | Сем Роквел         | Човек из сенке                        | [ 11 ] |
| 2019.  | Бред Пит           | Било једном у Холивуду                | [ 12 ] |
| 2019.  | Том Хенкс          | Прелеп дан у комшилуку                | [ 12 ] |
| 2019.  | Ентони Хопкинс     | Двојица папа                          | [ 12 ] |
| 2019.  | Ал Пачино          | Ирац                                  | [ 12 ] |
| 2019.  | Џо Пеши            | Ирац                                  | [ 12 ] |

### 2020-е
| Година | Глумац             | Филм                           | Извор  |
| ------ | ------------------ | ------------------------------ | ------ |
| 2020.  | Данијел Калуја     | Јуда и црни месија             | [ 13 ] |
| 2020.  | Саша Барон Коен    | Суђење Чикашкој седморици      | [ 13 ] |
| 2020.  | Џаред Лето         | Мале ствари                    | [ 13 ] |
| 2020.  | Бил Мари           | На камењу                      | [ 13 ] |
| 2020.  | Лесли Одом млађи   | Једна ноћ у Мајамију           | [ 13 ] |
| 2021.  | Коди Смит-Макфи    | Моћ пса                        | [ 14 ] |
| 2021.  | Бен Афлек          | The Tender Bar                 | [ 14 ] |
| 2021.  | Џејми Дорнан       | Белфаст                        | [ 14 ] |
| 2021.  | Киран Хајндс       | Белфаст                        | [ 14 ] |
| 2021.  | Трој Коцур         | Кода                           | [ 14 ] |
| 2022.  | Џонатан Ке Кван    | Све у исто време               | [ 15 ] |
| 2022.  | Брендан Глисон     | Духови острва                  | [ 15 ] |
| 2022.  | Бари Коган         | Духови острва                  | [ 15 ] |
| 2022.  | Бред Пит           | Вавилон                        | [ 15 ] |
| 2022.  | Еди Редмејн        | Болничар                       | [ 15 ] |
| 2023.  | Роберт Дауни Млађи | Опенхајмер                     | [ 16 ] |
| 2023.  | Вилем Дафо         | Јадна створења                 | [ 16 ] |
| 2023.  | Роберт де Ниро     | Убиства под цветним месецом    | [ 16 ] |
| 2023.  | Рајан Гозлинг      | Барби                          | [ 16 ] |
| 2023.  | Чарлс Мелтон       | Мај децембар                   | [ 16 ] |
| 2023.  | Марк Рафало        | Јадна створења                 | [ 16 ] |
| 2024.  | Киран Калкин       | Истински бол                   |        |
| 2024.  | Јура Борисов       | Анора                          |        |
| 2024.  | Едвард Нортон      | Боб Дилан: Потпуни незнанац    |        |
| 2024.  | Гај Пирс           | Бруталиста                     |        |
| 2024.  | Џереми Стронг      | The Apprentice: Прича о Трампу |        |
| 2024.  | Дензел Вошингтон   | Гладијатор 2                   |        |